# الديمقراطيون المتحدون
ديمقراطيون المتحدين هو حزب سياسي ليبرالي في قبرص.
تأسس الحزب في عام 1996.
قائد الحزب هو George Vasiliou.
في الانتخابات البرلمانية لعام 2006 حصل الحزب على 1000 صوت (1%). لكن الحزب أخفق في الفوز بأي مقعد في البرلمان.

## مواقع خارجية
- www.edi.org.cy

1. ↑  "Ιδρυτικό συνέδριο" (باليونانية). Archived from the original on 2020-04-21. Retrieved 2020-07-21.